# Bernardo Pericás Neto
Bernardo Pericás Neto (* 16. November 1948 in Madrid) ist ein brasilianischer Diplomat.

## Leben
Bernardo Pericãs Neto ist der Sohn von Sohn von Rachel S. Mota Pericás und Bernardo Duran Pericás. 1962 absolvierte er den Curso de Preparação à Carreira de Diplomata des Rio Branco-Institut und wurde im Januar 1964 später zum Gesandtschaftssekretär dritter Klasse ernannt. Ein Jahr später schloss er sein Studium der Rechtswissenschaft an der Universidade Federal do Rio de Janeiro ab.
Es folgten im Juni 1980 die Ernennung zum Gesandten zweiter Klasse und im Juni 1984 zum Gesandten erster Klasse. Vom 27. Juni 1989 bis zum 24. Dezember 1993 vertrat er die brasilianische Regierung bei der Organisation Amerikanischer Staaten und saß dem ständigen Rat der OEA 1992 vor.
Anschließend wurde Neto bis zum 16. Dezember 1997 als Botschafter nach Brüssel versetzt, von wo aus er ab dem 17. Januar 1995 auch für Luxemburg zuständig war. Danach übernahm er bis zum 21. Dezember 2001 die Botschaft in Asunción und leitete im letzten Dienstjahr die brasilianischen Kommission zur Hilfe der Gemeinschaft der Portugiesischsprachigen Länder. Anschließend vertrat er bis zum 23. Januar 2007 die brasilianische Regierung beim Mercosur und der Asociación Latinoamericana de Integración in Montevideo. Schließlich wurde Neto vom 23. Januar 2007 bis zum 15. Juli 2010 als Botschafter in Havanna sowie in Saint John’s (Antigua und Barbuda) eingesetzt.